# Bełcząc (Biała Piska)
Bełcząc [ˈbɛu̯t͡ʂɔnt͡s] (deutsch Belzonzen, 1938–1945 Großdorf (Ostpr.)) ist ein Dorf in der polnischen Woiwodschaft Ermland-Masuren. Es gehört zur Gmina Biała Piska (Stadt- und Landgemeinde Bialla, 1938–1945 Gehlenburg) im Powiat Piski (Kreis Johannisburg).

## Geographische Lage
Bełcząc liegt im südlichen Osten der Woiwodschaft Ermland-Masuren, 19 Kilometer südöstlich der Kreisstadt Pisz (deutsch Johannisburg).

## Geschichte
Das Dorf Belzonzen – um 1785 Beltzuntzen genannt – wurde im Jahre 1428 durch den Deutschen Ritterorden als Zinsdorf mit 40 Hufen gegründet. Am 8. April 1874 wurde der Ort Amtsdorf und damit namensgebend für einen Amtsbezirk, der – am 15. November 1938 umbenannt in Amtsbezirk Großdorf (Ostpr.) – bis 1945 bestand und zum Kreis Johannisburg im Regierungsbezirk Gumbinnen (ab 1905 Regierungsbezirk Allenstein) in der preußischen Provinz Ostpreußen gehörte.
336 Einwohner waren 1910 in Belzonzen gemeldet, 326 waren es 1933.
Aufgrund der Bestimmungen des Versailler Vertrags stimmte die Bevölkerung im Abstimmungsgebiet Allenstein, zu dem Belzonzen gehörte, am 11. Juli 1920 über die weitere staatliche Zugehörigkeit zu Ostpreußen (und damit zu Deutschland) oder den Anschluss an Polen ab. In Belzonzen stimmten 200 Einwohner für den Verbleib bei Ostpreußen, auf Polen entfielen keine Stimmen.
Am 3. Juni (amtlich bestätigt am 16. Juli) 1938 wurde Belzonzen aus politisch-ideologischen Gründen der Abwehr fremdländisch erscheinender Ortsnamen in Großdorf (Ostpr.) umbenannt. Die Einwohnerzahl verringerte sich bis 1939 auf 302.
Im Jahre 1945 wurde das Dorf in Kriegsfolge mit dem gesamten südlichen Ostpreußen an Polen überstellt und erhielt die polnische Namensform Bełcząc. Heute ist es Sitz eines Schulzenamtes und somit eine Ortschaft im Verbund der Stadt- und Landgemeinde Biała Piska (Bialla, 1938–1945 Gehlenburg) im Powiat Piski (Kreis Johannisburg), bis 1998 der Woiwodschaft Suwałki, seither der Woiwodschaft Ermland-Masuren zugehörig. Im Jahre 2011 zählte Bełcząc 166 Einwohner.

## Religionen
Bis 1945 war Belzonzen in die evangelische Pfarrgemeinde Bialla (1938–1945 Gehlenburg, polnisch Biała Piska) in der Kirchenprovinz Ostpreußen der Evangelischen Kirche der Altpreußischen Union sowie in die katholische Pfarrgemeinde Johannisburg (polnisch Pisz) im Bistum Ermland eingepfarrt.
Heute gehört Bełcząc katholischerseits zur Pfarrei Biała Piska im Bistum Ełk der Römisch-katholischen Kirche in Polen. Die evangelischen Einwohner halten sich ebenfalls zu Biała Piska, dessen Kirchengemeinde jetzt eine Filialgemeinde der Pfarrei Pisz innerhalb der Diözese Masuren der Evangelisch-Augsburgischen Kirche in Polen ist.

## Schule
Belzonzen wurde im Jahre 1819 Schulort.

## Verkehr
Bełcząc liegt an einer Nebenstraße, die von Białla Piska über Kowalewo (Kowalewen, 1938–1945 Richtwalde) in die Woiwodschaft Podlachien über die droga powiatowa („Kreisstraße“) 1848B bis Grabowo führt. In Bełcząc endet eine von Kożuchy (Kosuchen, 1938–1945 Kölmerfelde) kommende Nebenstraße. Ein Bahnanschluss existiert nicht.